# Sheila Sim
Sheila Sim   (Liverpool, 5 de juny de 1922 - Londres, 19 de gener de 2016) Sheila Beryl Grant Attenborough va ser una actriu britànica de cinema i teatre, esposa del també actor, el reconegut Richard Attenborough.

## Carrera
Sheila Sim va estar activa de 1944 fins a l'any 1955. Va aparèixer en A Canterbury Tale en 1944. Va actuar al costat del seu marit, en la pel·lícula The Guinea Pig, en 1948. També va protagonitzar amb Anthony Steel la pel·lícula West of Zanzibar, en 1954.
També va participar en teatre, amb el seu marit Richard Attenborough, en la producció The Mousetrap d'Agatha Christie, que es va estrenar a Londres l'any 1952. Aquesta ha estat la producció més llarga del món d'una obra de teatre.
Sheila era administradora i vicepresident de les organitzacions benèfiques.
Sim ha estat una important benefactora de la Royal Academy of Dramatic Art (RADA), de la qual el seu marit era el president des de 2003 fins a la seva mort en 2014.

## Vida personal
Sheila es va casar amb l'actor Richard Attenborough el 22 de gener de 1945, i va viure en una casa en Richmond Green, a Londres, des de 1956 fins a 2012.
El matrimoni va tenir tres fills: Michael, Jane i Charlotte. Jane, juntament amb la seva filla de 15 anys, Lucy, i la seva sogra, també anomenada Jane, van morir en el tsunami de l'oceà Índic, quan aquest va xocar en Tailàndia on estaven elles, el 26 de desembre de 2004. Els seus altres dos fills, Michael i Charlotte, estan involucrats en les mateixes professions que els seus pares: ell com a director i ella com a actriu. El germà de Sim, Gerald, també és actor.
Richard Attenborough va morir el 24 d'agost de 2014, quan tenia 90 anys. Sim i Attenborough van estar units per 70 anys.

## Salut
El juliol de 2012, mentre el seu marit estava lluitant contra els seus problemes de salut en els seus últims anys, es va anunciar que a Sim li havia estat diagnosticada una demència senil. El març de 2013, a la llum de la deterioració de la seva salut, Richard Attenborough es va traslladar a Denville Hall per estar amb la seva esposa.

## Filmografia
- 1944, A Canterbury Tale
- 1945, Great Day
- 1947, Dancing with Crime
- 1948, The Guinea Pig
- 1949, Dear Mr. Prohack
- 1951, Pandora and the Flying Dutchman
- 1951, The Magic Box
- 1954, West of Zanzibar
- 1955, The Night My Number Came Up